# Angela Gheorghiu
Angela Gheorghiu, nata Burlacu, IPA: [ɡejorɡju] (Adjud, 7 settembre 1965), è un soprano rumeno.

## Biografia
Quello di Angela Gheorghiu è considerato, a livello internazionale, uno dei nomi di spicco della lirica contemporanea.
Dopo essere stata allieva dell'insegnante Mia Barbu, si diploma al Conservatorio di musica di Bucarest. In breve tempo si afferma nel mondo della lirica grazie alla sua voce da soprano lirico puro (dotata di notevole estensione e di abilità nel fraseggio), alla sua presenza scenica e alle sue doti recitative. Dopo aver divorziato dal suo primo marito, Andrei Gheorghiu, sposa il tenore italo-francese Roberto Alagna. La cerimonia nuziale si è svolta sul palcoscenico del Metropolitan Opera di New York, durante una rappresentazione de La bohème, nel 1996 ed è stata celebrata dal sindaco di New York, Rudolph Giuliani. Hanno cantato insieme in molte performance e collaborato in diverse incisioni discografiche. Sua sorella minore Elena Dan fu anch'essa una cantante.

### Debutto e carriera
Debutta sul piano internazionale nel 1992 alla Royal Opera House di Londra con La bohème nel ruolo di Mimì con Roberto Alagna. Nello stesso anno debutta alla Staatsoper di Vienna come Adina ne L'elisir d'amore sempre con Alagna. Nel gennaio 1993 è ancora Mimì ne La bohème al Wiener Staatsoper, in febbraio Liù in Turandot con Gwyneth Jones a Londra, in marzo Nannetta in Falstaff a Vienna e in luglio Zerlina in Don Giovanni al Covent Garden.
Il suo debutto al Metropolitan Opera di New York è come Mimì ne La bohème con Vincenzo La Scola nel dicembre 1993.
Alla Royal Opera House di Londra nel 1994 in febbraio è Nina in Chérubin di Jules Massenet e in maggio Micaëla in Carmen con Plácido Domingo e Denyce Graves, ma il successo principale lo deve all'interpretazione de La traviata con Leo Nucci in novembre sotto la direzione di Georg Solti. Per questo evento, la BBC mandò in onda la recita in diretta a tutto il mondo. Durante una delle prove il direttore, Sir Georg Solti, dichiarò: "Questa ragazza è meravigliosa. Può fare tutto." La performance è stata anche filmata e registrata per la Decca. Da allora la Gheorghiu è stata richiesta ovunque in teatri e sale da concerto, con una carriera che l'ha portata da New York a Londra a Parigi a Salisburgo a Berlino. 

### Critica e performance
Nel 1995 è Violetta Valéry ne La traviata a Vienna e nel 1996 con Ramón Vargas nel PalaFenice al Tronchetto per il Teatro La Fenice di Venezia.
Al Metropolitan è Liù in Turandot, Micaela in Carmen con Waltraud Meier e Domingo nel 1996, Giulietta in Romeo e Giulietta con Alagna nel 1998, Adina ne L'elisir d'amore sempre con Alagna nel 1999, Marguerite nel Faust nel 2003, Violetta ne La traviata nel 2006, con Jonas Kaufmann, Amelia in Simon Boccanegra con Ferruccio Furlanetto nel 2007, tiene un concerto con Alagna "Live in Prospect Park" ed è Magda ne La rondine con Samuel Ramey nel 2008.
All'Opéra National de Paris è Micaela in Carmen e Violetta ne La traviata nel 1997, canta quindi in Adriana Lecouvreur diretta da Daniel Oren con Marcelo Álvarez, Alessandro Corbelli e Carlo Bosi nel 2015. Al Royal Opera House è Adina ne L'elisir d'amore nel 1997, Antonia in Les contes d'Hoffmann nel 2000, Nedda in Pagliacci con Domingo nel 2003, Amelia in Simon Boccanegra e Marguerite in Faust nel 2004.
Nel dicembre 2000 la Gheorghiu ha eseguito il ruolo principale nella trasposizione cinematografica di Tosca, diretta da Benoît Jacquot. Il film è uscito nei cinema di tutto il mondo ed è stato presentato al Festival del Cinema di Venezia nel 2001. La Gheorghiu ha anche interpretato Giulietta nel film Romeo e Giulietta (trasposizione cinematografica dell'opera di Gounod). Tra le apparizioni più importanti della sua carriera vi è quella in Pagliacci alla Royal Opera House accanto a Plácido Domingo, nella Turandot alla Royal Opera House nei panni di Liù, in Romeo e Giulietta al Choregies d'Orange e al Festival di Salisburgo, in Faust al Metropolitan Opera di New York, alla Royal Opera House e all'Opera di Monte Carlo, in Simon Boccanegra alla Royal Opera House, al Festival di Salisburgo e al Musikverein di Vienna, e i concerti ad Amsterdam (per un Gala dedicato alla regina Beatrice), a New York (concerto di Capodanno con la New York Philharmonic), Filadelfia e Los Angeles. Nel 2001 ha tenuto un concerto in onore del Presidente della Repubblica nel Teatro Malibran per la Fondazione Teatro La Fenice.
Nel 2004 è Mimì ne La bohème al Teatro Regio di Torino e canta Casta diva dalla Norma con la London Symphony Orchestra diretta da Evelino Pidò nella colonna sonora del film 2046.
Nel gennaio 2006 vi fu un nuovo successo con La traviata al Metropolitan Opera di New York con le scenografie di Franco Zeffirelli, al fianco di Jonas Kaufmann, debuttante Alfredo. Tre mesi dopo, in aprile, ha debuttato al Teatro alla Scala di Milano con un recital, e in maggio ha aperto il Festival del cinema di Cannes.
Nel giugno 2006 debutta con la Tosca di Giacomo Puccini al Covent Garden di Londra. È stato un evento importante per la Gheorghiu, infatti, il Covent Garden, già nel 2004, aveva preso la decisione di mettere in scena una nuova produzione della Tosca, per sostituire quella che era stata creata per la Callas da Zeffirelli e che era andata in scena per quarant'anni. La nuova produzione, creata da Jonathan Kent, è stata ideata appositamente per la Gheorghiu, consacrandola come una delle maggiori interpreti del ruolo.. Il successo è dovuto anche al basso baritono Bryn Terfel (richiesto dalla Gheorghiu) nei panni di Scarpia, e dal direttore d'orchestra Antonio Pappano, il quale ha affermato: "Stiamo sfidando una leggenda". La Gheorghiu, al fianco di Jonas Kaufmann, vestirà nuovamente i panni di Tosca al Covent Garden nel 2011: la recita verrà registrata e proiettata nei cinema su scala mondiale. Proprio nel 2011 che la Tosca della Gheorghiu raggiungerà il successo atteso fin dalla prima messa in scena del 2006. A tal proposito il giornale "The Independent" ha scritto: "La Gheorghiu, nei panni di Tosca, è una diva nata. [...] I colori della sua voce hanno fatto di Tosca una donna leziosa e vulnerabile, rendendo il "Vissi d'arte" in maniera sospirata, straziante e - in puro stile da diva - bramosa di applausi. [...] Il suo raggelante grido alla realizzazione che (Mario) è morto ci ricorda perché questa diva rumena attrae le folle!".
Nel dicembre 2006 è Giulietta in Romeo e Giulietta al Deutsche Oper Berlin. Nel settembre 2007 ha interpretato Fanny nell'opera Marius et Fanny di Vladimir Cosma per la prima mondiale all'Opera di Marsiglia. In occasione della rappresentazione de La boheme al Metropolitan di New York, la performance è stata trasmessa in diversi teatri per un pubblico di oltre un milione e cinquecentomila persone. 
Il 2007, nonostante i successi ne La traviata con Vittorio Grigolo e Renato Bruson al Teatro dell'Opera di Roma e Magda de Civry ne La rondine al San Francisco Opera dove è anche Mimì ne La bohème diretta da Nicola Luisotti con Piotr Beczała e Magda ne La rondine a New York, è però segnato da un rovinoso debutto al Teatro alla Scala di Milano nei panni, ancora una volta, di Violetta nella prima rappresentazione di La traviata. Per l'occasione erano state riallestite le scenografie di Liliana Cavani e la direzione era stata affidata a Lorin Maazel. Le contestazioni furono rumorose, soprattutto da parte dei loggionisti, e dirette alla direzione di Maazel e alla performance della cantante. Sebbene la recita di quella sera fosse stata ben al di sotto da altre precedenti, è anche possibile che il pubblico scaligero fosse sobillato dal malcontento verso Roberto Alagna, scatenato dallo scandalo dell'Aida diretta da Riccardo Chailly durante la quale il tenore abbandonò la scena per essere stato contestato dal pubblico.
Nel 2008 in settembre è Suzel ne L'amico Fritz al Deutsche Oper Berlin ed in ottobre Marguerite in Faust a Vienna. Nel 2009 tiene un recital nel Nationaltheater (Monaco di Baviera).
Nel 2010 La traviata (ritenuta il suo cavallo di battaglia) la riporta al successo per due volte: una prima in marzo/aprile al Metropolitan di New York (la sua 92 rappresentazione al Met) al fianco di un debuttante James Valenti nel ruolo di Alfredo, e una seconda volta a luglio (sempre al fianco di Valenti) al Covent Garden di Londra, dove fu riallestito lo spettacolo che l'aveva resa celebre sedici anni prima. A proposito di questo evento il giornale "The Times" ha scritto: "La Gheorghiu trionfa ancora con una Traviata di trascinante intensità [...] Tutte le cancellazioni, tutti i retroscena, tutti gli schiamazzi sono perdonati quando Angela Gheorghiu canta in questo modo! E non canta semplicemente, ma è capace di far vivere la distruttiva eroina Verdiana come il battito del cuore e il respiro dei polmoni tengono in vita il corpo umano".
Nel 2010 ha fatto il suo debutto in Adriana Lecouvreur di Francesco Cilea, in una nuova produzione della Royal Opera House Covent Garden. L'"Observer" ha scritto: "È difficile immaginare qualcuno migliore di Angela Gheorghiu in questa parte. La voce della Gheorghiu, con i suoi pianissimo, è al contempo leggera e cremosa ma con un nucleo di acciaio, e corrisponde alle sue movenze fluide sul palco, peculiari di una recitazione naturale e disinvolta. È un'attrice nata! E ha reso commovente e credibile la morte di Adriana, alquanto fantasiosa e improbabile [...] struggente nell'aria celeberrima "Poveri fiori". Semplicemente indimenticabile!". Questo ruolo del repertorio verista italiano ha permesso, quindi, alla Gheorghiu non solo di dimostrare di avere una "bella e passionale voce da soprano", ma anche di essere "un'attrice consumata. Con un totale controllo del suo strumento vocale, è riuscita ad essere rabbiosa nelle arie che lo richiedevano, trasudante di passione nei duetti amorosi, ed è stata capace di impazzire e morire in un sussurro che ha riempito tutto il teatro" La casa discografica Decca Records rilascerà l'Adriana Lecouvreur della Gheorghiu in DVD nel gennaio 2012.
Il 28 ottobre 2011 partecipa al Gran Gala di riapertura del Teatro Bol'šoj di Mosca interpretando un'aria della Dama di picche di Tchaikowsky: l'evento è stato mandato in onda live a teatri di tutto il mondo e ad alcune reti televisive, come quella franco-tedesca ARTE TV. La rivista "The faster times" ne ha scritto: "Il canto più bello della serata è stato quello di Angela Gheorghiu nella sua versione dell'aria di Lisa della Dama di picche di Tchaikowsky".
Nel 2012 è Mimì ne La bohème con Ainhoa Arteta al Gran Teatre del Liceu, quindi a Londra, poi in settembre-ottobre al Teatro alla Scala con Vittorio Grigolo e Beczala ed in novembre Tosca diretta da Luisotti con Massimo Giordano (tenore) e Roberto Frontali a San Francisco. Fino al 2012 al Covent Garden la Gheorghiu ha preso parte a 115 rappresentazioni.

## Profilo caratteriale
Angela Gheorghiu è nota nel mondo della lirica anche per il suo difficile carattere, per le sue numerose cancellazioni e per diversi litigi con direttori di teatri e d'orchestra. Nel 1996 ebbe uno scontro con l'allora direttore generale del Metropolitan di New York, Joseph Volpe: la Gheorghiu fu ingaggiata per la parte di Micaela nella Carmen di Bizet al fianco di Placido Domingo. Secondo la produzione ideata da Zeffirelli, per la parte di Micaela la cantante avrebbe dovuto indossare una parrucca bionda da lei poco gradita. Quando il Met mise in scena, nel 1997, questa Carmen in Giappone, la Gheorghiu rifiutò di indossare la parrucca. Volpe ribatté: "La parrucca andrà in scena, con o senza di te!", cosicché ella si oppose e venne sostituita. La cantante attribuisce la sua schiettezza al fatto di essere vissuta sotto il regime totalitario di Nicolae Ceaușescu affermando di essere cresciuta in un paese dove non era possibile avere una opinione propria.
Nel novembre 1998, Volpe ingaggiò ancora la Gheorghiu con suo marito Alagna per La traviata. La coppia ritardava continuamente la firma dei contratti, finché Volpe non decise di sostituirli con Marcelo Álvarez e Patricia Racette.
Nel settembre 2007 la Gheorghiu fu licenziata dalla Lyric Opera of Chicago per una produzione de La boheme, a causa delle numerose assenze alle prove e alla prova costume e in genere per atteggiamenti “poco professionali”. A tal proposito la Gheorghiu ribatté: "Sono stata impegnata con le prove per Madama Butterfly ed ho mancato alla prova costume per raggiungere mio marito a New York e salvare il mio matrimonio! Ho cantato La bohème centinaia di volte, non essere stata presente a qualche prova non sarebbe stata una tragedia."

## Premi e riconoscimenti
La sua discografia ha ricevuto il successo della critica e ha ricevuto premi come il "Premio Gramophone", "Diapason d'Or Award", "Choc du Monde de la Musique" in Francia, "Premio Cecilia" in Belgio, "Deutsche Schallplattenkritik-Preis" in Germania, il "Premio Echo", il "Premio italiano Musica e Dischi", il "Premio della Critica USA" ecc. La Gheorghiu ha vinto il titolo di "Artista femminile dell'anno" ai Classical Brit Awards nel 2001 e 2010 ed è stata nominata nel 2002 ai Grammy Awards per la sua incisione di Manon (nominata nel 2001 “Best opera recording” ai Grammophone Awards). È stata premiata con "La Vermeille Medaille de la Ville de Paris" e nominata "Chevalier" dell'Ordre des Arts et des Lettres e "Officier" dello stesso dal Ministero francese della cultura e dal suo paese natale, la Romania. Nel dicembre 2010 ha ricevuto il titolo onorifico di "Dottore honoris causa" dall'Università delle Arti di Iaşi (Romania) e la "Stella della Romania", la più alta decorazione data dal Presidente della Romania.
Angela Gheorghiu è anche apparsa al 74º posto nella lista delle 100 donne più sexy del mondo della rivista maschile FHM.
Il I febbraio 2008 la scuola elementare di Adjud è stata ribattezzata avendo la cantante come madrina: da quel giorno la scuola ha acquisito il nome di "Scoala cu cls.I-VIII Angela Gheorghiu".

## Repertorio parziale
| Ruolo              | Titolo                | Autore      |
| ------------------ | --------------------- | ----------- |
| Carmen Micaela     | Carmen                | Bizet       |
| Adriana Lecouvreur | Adriana Lecouvreur    | Cilea       |
| Fanny              | Marius et Fanny       | Cosma       |
| Adina              | L'elisir d'amore      | Donizetti   |
| Fedora Romazoff    | Fedora                | Giordano    |
| Marguerite         | Faust                 | Gounod      |
| Juliette           | Roméo et Juliette     | Gounod      |
| Nedda              | Pagliacci             | Leoncavallo |
| Suzel              | L'amico Fritz         | Mascagni    |
| Manon              | Manon                 | Massenet    |
| Charlotte          | Werther               | Massenet    |
| Zerlina            | Don Giovanni          | Mozart      |
| Antonia            | Les contes d'Hoffmann | Offenbach   |
| Mimì               | La bohème             | Puccini     |
| Floria Tosca       | Tosca                 | Puccini     |
| Cio-Cio-San        | Madama Butterfly      | Puccini     |
| Magda de Civry     | La rondine            | Puccini     |
| Un'amante          | Il tabarro            | Puccini     |
| Lauretta           | Gianni Schicchi       | Puccini     |
| Liù                | Turandot              | Puccini     |
| Leonora            | Il trovatore          | Verdi       |
| Violetta Valéry    | La traviata           | Verdi       |
| Amelia Grimaldi    | Simon Boccanegra      | Verdi       |

## Discografia
Particolare attenzione bisogna rivolgere alla discografia della cantante, caratterizzata da una prolificità insolita per il mondo della lirica. Il suo primo contratto discografico in esclusiva è stato firmato nel 1995 con la Decca, poi dal 1998 ha inciso per la EMI Classics e la Deutsche Grammophon.
Qui è riportato un elenco approssimativo della discografia della cantante:
- La traviata con Frank Lopardo, Leo Nucci, l'Orchestra ed il Coro del Royal Opera House Covent Garden diretta da Georg Solti (1994, CD e DVD) Decca
- Gheorghiu, Arias con John Mauceri & l'Orchestra del Teatro Regio di Torino, Decca (1996, cd)
- Duets & Arias con Roberto Alagna e l'Orchestra of the Royal Opera House (1996, cd)
- La Rondine, Angela Gheorghiu/Roberto Alagna/William Matteuzzi/Mulla Tchako/London Symphony Orchestra/Antonio Pappano, EMI (1997, cd)
- L'elisir d'amore diretta da Evelino Pidò con Roberto Alagna e l'Orchestre de l'Opéra de Lyon (1996, DVD e 2 CD) Decca
- My World. Songs from around the World con Malcolm Martineau, Decca (1998, cd)
- Verdi per due, duetti con Roberto Alagna diretti da Claudio Abbado e accompagnati dalla Berliner Philharmoniker (1998, cd)
- Romeo e Giulietta con Angela Gheorghiu/Michel Plasson/Orchestre National du Capitole de Toulouse/Roberto Alagna, EMI (1998, DVD e 3 cd)
- Gianni Schicchi da “Il Trittico” di Puccini (1999, cd)
- Werther di Massenet con Angela Gheorghiu/Roberto Alagna/London Symphony Orchestra (LSO)/Antonio Pappano, EMI (1999, 2 cd)
- La bohème diretta da Riccardo Chailly, Roberto Alagna e Elisabetta Scano con l'Orchestra del Teatro alla Scala di Milano (1998, CD) Decca
- Verdi Heroines con l'Orchestra Sinfonica di Milano "Giuseppe Verdi" diretta da Riccardo Chailly, Decca (2000, cd)
- Manon di Massenet con la Orchestra Sinfonica de la Monnaie di Bruxelles/Antonio Pappano/Roberto Alagna/Angela Gheorghiu, EMI (2000, 3 cd)
- Gheorghiu: Mysterium - Sacred Arias - Angela Gheorghiu/Ion Marin/London Philharmonic Orchestra, Decca (2001, cd)
- Gheorghiu, Live at the Royal Opera House Covent Garden - Angela Gheorghiu, recital EMI (2001, cd e DVD)
- Casta Diva, recital, EMI (2001, cd)
- Messa di requiem di Verdi diretta da Claudio Abbado (2001, cd)
- Il trovatore di Verdi con Alagna e la London Symphony Orchestra, EMI (1994, 2 cd)
- Gheorghiu - A Portrait - Angela Gheorghiu, 2002 EMI
- Gheorghiu, The Essential Collection - Angela Gheorghiu, 2003 Decca
- Diva. Grands airs d'operas italiens et français (2004, cd)
- Carmen con l'Orchestre National du Capitole de Toulouse (2004, cd)
- Puccini. Opera Arias, con l'Orchestra Sinfonica di Milano "Giuseppe Verdi" diretta da Anton Coppola, EMI (2005, cd)
- Concerto per Regina Beatrix Giubileo ad Amsterdam (2005, cd e DVD)
- Carmen con la Staatsoper Bayerisches Staatsorchester diretta da Giuseppe Sinopoli (2006, cd)
- Live from La Scala, recital, EMI (2002, cd)
- Angela and Roberto Forever, album di duetti e arie con Roberto Alagna e l'Orchestra della Royal Opera House Covent Garden, EMI (2008, cd)
- Marius et Fanny di Vladimir Cosma (2008, cd)
- My Puccini EMI (2008, cd)
- L'amico Fritz di Pietro Mascagni, dal vivo con i Chor und Orchester der Deutschen Oper Berlin/Veronesi/Alagna/Gheorghiu, Deutsche Grammophon (2008, cd)
- Madama Butterfly al fianco di Jonas Kaufmann, con l'Orchestra e coro dell'Accademia nazionale di Santa Cecilia diretti da Antonio Pappano (2009, 2 CD)[27].
- Faust di Charles Gounod, performance live dalla Royal Opera House (2010, DVD)
- Fedora di Umberto Giordano, con Plácido Domingo e l'Orchestre symphonique de la Monnaie/Alberto Veronesi, Deutsche Grammophon (2010, 2 cd)
- Tosca, con Roberto Alagna e Ruggero Raimondi (in cd nel 2011)
- Homage to Maria Callas: Favourites Opera Arias (2011)[28]
- O, ce veste minunata! Colinde romanesti (in cd nel 2013)

## DVD & BLU-RAY parziale
- Adriana Lecouvreur diretta da Mark Elder con Jonas Kaufmann, Alessandro Corbelli e Orchestra e Coro del Royal Opera House Covent Garden (DVD e Blu-ray Disc nel 2011) Decca
- Elisir d'amore - Pidò/Gheorghiu/Alagna, 1996 Decca
- Traviata - Solti/Gheorghiu/Lopardo/Nucci, 1994 Decca
- La traviata - Lorin Maazel/Angela Gheorghiu/Ramón Vargas/Roberto Frontali, regia Liliana Cavani al Teatro alla Scala, 2007 Arthaus/RAI
- Tosca diretta da Antonio Pappano con Jonas Kaufmann, Bryn Terfel e Orchestra e Coro del Royal Opera House Covent Garden (DVD e Blu-ray Disc nel 2012) EMI
- Tosca (film 2001)
- La bohème - Gheorgiu/Arteta/Vargas/Luisotti, regia Zeffirelli, 2008 The Metropolitan Opera
- La rondine - Gheorghiu, Alagna, Brenciu, Ramey, direttore Marco Armiliato - MET Orchestra e Coro (DVD HD EMI Classics 2009)
- Faust - Antonio Pappano/Roberto Alagna/Bryn Terfel/Angela Gheorghiu/Simon Keenlyside/Sophie Koch, 2004 EMI
- Prom at the Palace con Roberto Alagna/Thomas Allen/Andrew Davis, 2002 Opus Arte/BBC
- Romeo e Giulietta - con Roberto Alagna, Arthaus Musik/Naxos